# SK3
SK3 ist die Standard-Papierstoffklasse. Papier dieser Stoffklasse enthält höchstens 5 Prozent verholzte Fasern, jedoch ohne Verwendung von Holzschliff und das Grammgewicht beträgt ca. 200. 
Umschläge oder allgemein dicke Papiere sind die besten Beispiele dieser Stoffklasse.
Die SK-Skala geht von SK 1 bis SK 15. Banknoten oder Wertschriften bestehen aus reinen Hadern, sie gehören zu SK 1. Je höher der SK Wert, desto höher ist der Holzschliffanteil und damit die Opazität des Papiers. 
Reines Zeitungspapier mit mindestens 70 % gebleichtem Holzschliff ist SK 7, Recyclingpapiere aller Art sind SK 12-15 zugeordnet.